# Antonín Mandl
Antonín Mandl (27. března 1917 Praha – 15. března 1972 Praha) byl český katolický duchovní, teolog a přední postava Katolické akce. Byl významným propagátorem ekumenického hnutí.

## Dětství a mládí
Mandl se narodil jako třetí dítě odborového přednosty zemědělské rady Karla Mandla a Marie, rozené Markové. Otec Antonínovi zemřel, když mu bylo devět let. Obecnou školu i arcibiskupské gymnázium vystudoval v Praze. Maturitní zkoušku složil v roce 1935.
Po absolvování gymnázia odešel na přání pražského arcibiskupa Karla Kašpara studovat do Říma do koleje Nepomucenum. Během deseti let zde dokončil magisterská i doktorandská studia teologie, dva roky se věnoval studiu filozofie a další dva roky navštěvoval Ústav pro východní bohosloví. V roce 1940 byl v Římě vysvěcen na kněze.

## Po roce 1945
V únoru 1945 odjel Mandl do Anglie a vstoupil do československé zahraniční armády, s níž se v září téhož roku vrátil do Československa. V lednu 1946 byl jmenován kaplanem v Kralupech nad Vltavou. Tam setrval až do března 1948, kdy byl arcibiskupem Josefem Beranem pověřen vedením Katolické akce v pražské diecézi. Zastával rovněž funkci ředitele Arcidiecézního pastoračního ústředí v Praze. V letech 1946–1948 byl politicky organizován v Československé straně lidové, kde měl na starosti práci s mládeží.
V lednu 1948 byl v souvislosti s činností pastoračního ústředí poslán do Francie, kde se blíž seznámil s křesťanským dělnickým hnutím JOC (Jeunesse Ouvrière Chrétienne). Zkušenosti se pak snažil aplikovat v činnosti Katolické akce.

## Zatčení v roce 1949
Mandl očekával, že bude zatčen a připravoval se na tuto skutečnost fyzicky i psychicky. 10. června 1949 byl skutečně zatčen. Následovala osmnáctiměsíční, neobyčejně krutá vyšetřovací vazba. Mandl byl souzen v rámci velkého proticírkevního vykonstruovaného procesu Zela a spol. s olomouckým biskupem Stanislavem Zelou. Státní soud v Praze v závěru roku 1950 odsoudil Antonína Mandla za velezradu a vyzvědačství k 25 letům těžkého žaláře, peněžitému trestu 20 000 Kčs, konfiskaci veškerého majetku a k trestu odnětí občanských práv po dobu deseti let. Prošel věznicemi Leopoldov, Praha-Ruzyně, Pardubice a Valdice.

## Propuštění

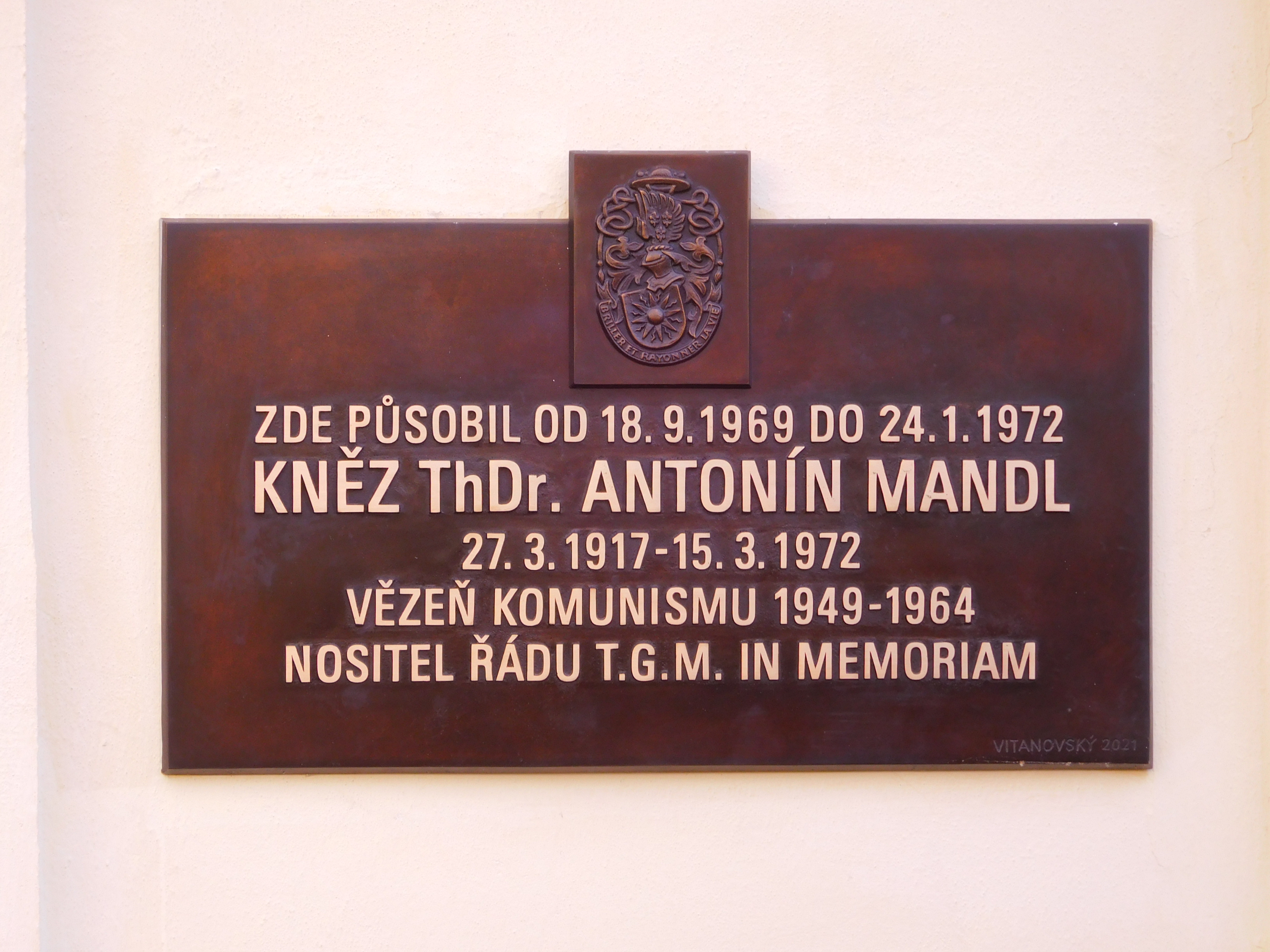
Pamětní deska na Kostele sv. Václava na Proseku

Podmínečně propuštěn byl Mandl až v únoru 1964. Do kněžské služby se nemohl vrátit a tak pracoval postupně jako pomocný dělník u Vodních staveb, později ve skladu hraček a nakonec v Ústavu teorie a dějin umění ČSAV. Od roku 1968 vypomáhal opět v duchovní správě u sv. Václava v Praze-Proseku. Ve stejném roce promluvil za vězněné při zakládání Díla koncilové obnovy na Velehradě.
V následujících měsících přednášel v rámci cyklu Živá teologie, přičemž si zvolil metodu „dialogů“, v nichž rozebíral jednotlivé teologické otázky. Zabýval se např. díly P. Teilharda de Chardin nebo Maurice Blondela, jeho přítelem a vzorem byl také jezuita Adolf Kajpr, kterému věnoval své teologické vyznání Srdce věci.
Rovněž překládal – např. dílo svého milovaného autora Emila Mersche, SJ – a také mimořádně aktivně rozvíjel ekumenický dialog v Československu. Naléhavě pociťoval potřebu promýšlet téma vyjádřené latinským Ecclesia semper reformanda (stále se obnovující církev).
V červnu 1969 byl rehabilitován. Na podzim roku 1971 byl účastníkem 17. synodu Českobratrské církve evangelické, o kterém pak s nadšením referoval na pastoračním dni katolického duchovenstva. Krátce nato byl opět zbaven státního souhlasu pro výkon duchovenské služby.
V závěru života potřeboval stále častější transfúze krve. „Pohyboval se mezi nemocnicí a domovem… V nemocnici na lůžku jako beznadějný pacient, za branou opět dynamický Aťa s obrovskými plány.“ Jeho pohřeb se stal demonstrací živého ekumenismu. Místo kleriky se Mandl nechal pochovat v džínách, košili a saku.

## Citáty
| „               | Církev, to jsi ty a já, to jsme my v Kristu a Kristus v nás. | “ |
| — Antonín Mandl |                                                              |   |

| „               | Ani papež nemůže vyloučit dialog, a to ve svém vlastním zájmu: jinak se jeho působení octne v neskutečnosti, bylo by podstatně pravdivé, ale existenciálně neúčinné. Proto lid Boží je základní součástí života církve. | “ |
| — Antonín Mandl | |   |

| „                     | Mandl byl člověk neobvyklého rozhledu a noblesního chování. Nedokážu si představit Mandla vzteklého, zásadně se vyhýbal sporům. Nepamatuji se, že by někdy někomu řekl tvrdé slovo. | “ |
| — kněz Josef P. Ondok | |   |